# John Benbow
John Benbow, angleški admiral, * 10. marec 1653, Shrewsbury, † 4. november 1702.
Sodeloval je v vojni veliki koalicije in španski nasledstveni vojni.
Po njem so poimenovali bojno ladjo HMS Benbow.